# Kasper Madsen
Kasper Madsen (født 28. juli 1983) er en dansk fodbolddommer, der siden 2012 har dømt kampe i den danske 1. division.